# Athuppe, Krishnarajpet
Athuppe là một làng thuộc tehsil Krishnarajpet, huyện Mandya, bang Karnataka, Ấn Độ.